# North Kawartha
North Kawartha är en kommun (township) i den kanadensiska provinsen Ontario. Den ligger i Peterborough County, i den sydöstra delen av landet, 200 km väster om huvudstaden Ottawa.